# Lâu đài Bildegg
Lâu đài Bildegg là một lâu đài ở đô thị Zihlschlacht-Sitterdorf thuộc bang Thurgau của Thụy Sĩ. Đây là một di sản có ý nghĩa quốc gia của Thụy Sĩ.

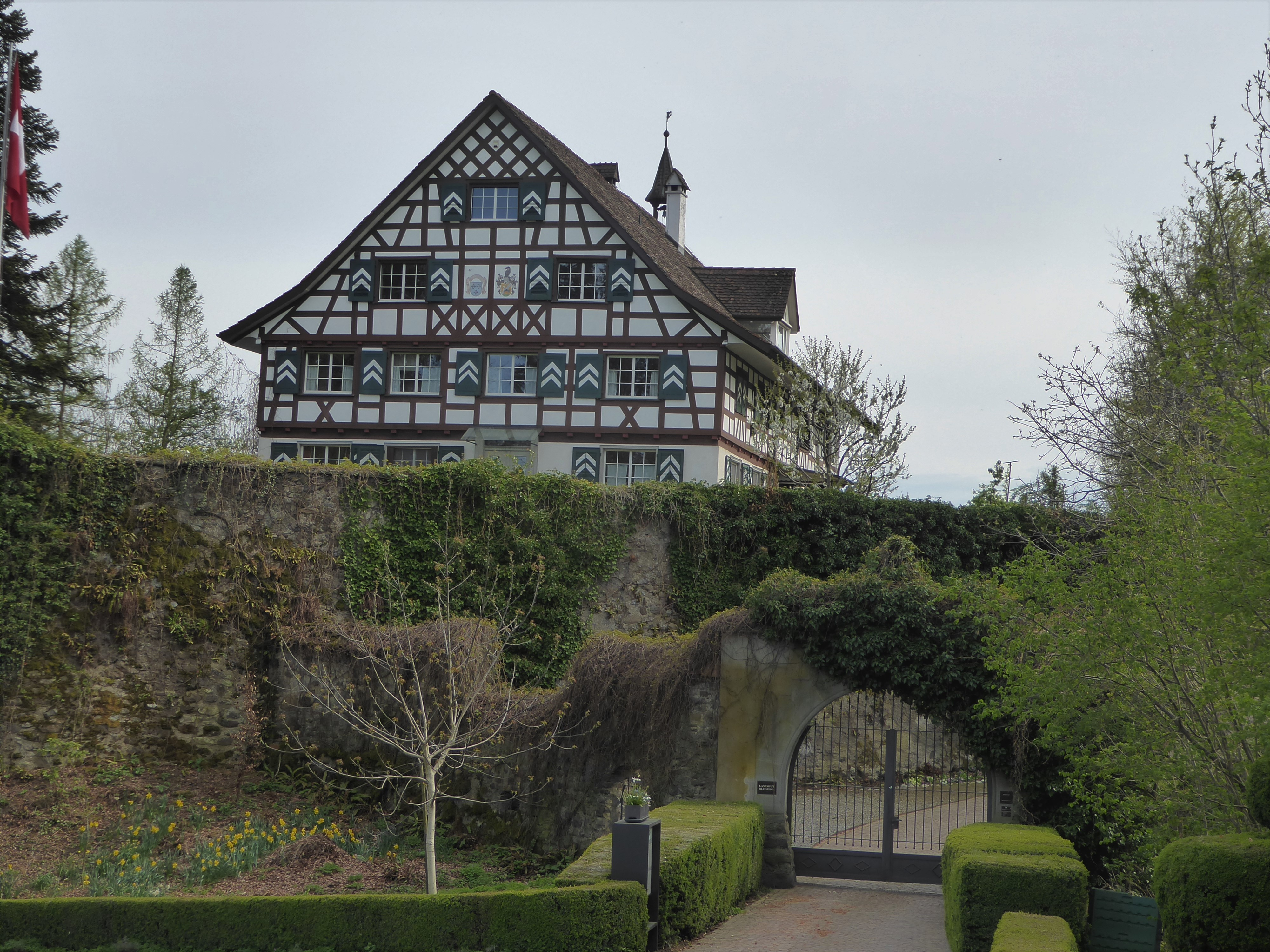
Lâu đài Bildegg